# テレビ東京火曜10時枠の連続ドラマ
テレビ東京火曜10時枠の連続ドラマ（テレビとうきょうかようじゅうじわくのれんぞくドラマ）は、テレビ東京系列にて過去2期にわたって毎週火曜22時台（JST）に放送されたテレビドラマの枠である。

## 歴史
1986年10月に22:00からの30分枠で海外ドラマ『ファミリータイズ』が放送開始したのが本枠の始まりである。1987年9月に同じく海外ドラマ『俺がハマーだ!』の放送終了をもっていったん廃枠となる。
4年後の1991年4月より1時間枠で『弁護士シャノン』で放送再開し、1992年3月まで計4作品の海外ドラマを放送した。
1992年4月より時代劇枠に転換し、『徳川無頼帳』をスタートさせるが、わずか半年で終了。以来、テレビ東京はこの時間帯にテレビドラマを放送していない。

## 放送作品一覧

### 第1期（30分枠）
- ファミリータイズ（1986年10月7日 - 1987年3月31日） - 1987年4月に土曜19:00枠へ移動。
- 俺がハマーだ!（1987年4月 - 1987年9月1日）

### 第2期（54分枠）
- 弁護士シャノン（1991年4月2日 - 1991年5月14日）
- FBI特別捜査官（1991年5月21日 - 1991年10月1日）
- NY市警緊急出動部隊 トゥルー・ブルー（1991年10月8日 - 1991年12月24日）
- 明日なき追跡（1992年1月7日 - 1992年3月31日）
- 徳川無頼帳（1992年4月14日 - 1992年9月29日）

| テレビ東京 火曜 22:00 - 22:30             | テレビ東京 火曜 22:00 - 22:30                                     | テレビ東京 火曜 22:00 - 22:30                                                               |
| 前番組                                    | 番組名                                                            | 次番組                                                                                      |
| ----------------------------------------- | ----------------------------------------------------------------- | ------------------------------------------------------------------------------------------- |
| お遊びコネクション                        | テレビ東京火曜10時枠の連続ドラマ （1986年10月7日 - 1987年9月1日） | ボルネオ動物シリーズ 【つなぎ番組】 ↓ マンガ日本経済入門 （1987年10月13日 - 1988年3月29日） |
| テレビ東京 火曜 22:00 - 22:54             |                                                                   |                                                                                             |
| 地球・知りたい気分! 【水曜22:00枠へ移動】 | テレビ東京火曜10時枠の連続ドラマ （1991年4月2日 - 1992年9月29日） | トランタン白書 （1992年10月6日 - 1994年3月29日）                                            |